# Alias Billy Sargent
Alias Billy Sargent er en amerikansk stumfilm fra 1912.

## Medvirkende
- Francis X. Bushman som Weston
- Lily Branscombe som Mrs. Weston
- Frank Dayton som Sargent
- Evelyn Coates
- Bryant Washburn